# Pycnonotus xantholaemus
El bulbul gorgigualdo (Pycnonotus xantholaemu) es una especie de ave paseriforme de la familia Pycnonotidae endémica de subcontinente indio meridional. Se encuentra en hábitats de matorrales en las colinas escarpadas y rocosas, muchas de las cuales están amenazadas por la explotación de canteras de granito. A veces se lo confunde con el bulbul cejiblanco (Pycnonotus luteolus) porque sus áreas de distribución se superponen pero puede distinguirse por su cabeza y garganta amarillas. El canto de esta especie es muy similar al del bulbul cejiblanco. En la India se lo considera el ave estatal de Goa.

## Descripción
El bulbul gorgigualdo tiene la cabeza, el cuello, las coberteras infracaudales y las puntas de la cola de color amarillo. Su cabeza es de tonos lisos, mientras que su pecho y vientre se difuminan en tonos grises y su dorso es de color verde oliváceo. Se asemeja al bulbul cejiblanco, pero éste tiene una lista superciliar y no tiene la garganta amarilla. Los machos y las hembras son similares en el plumaje.
El nombre de Konda-poda-Pigli en telugu fue señalado por Thomas Caverhill Jerdon.

## Distribución y hábitat

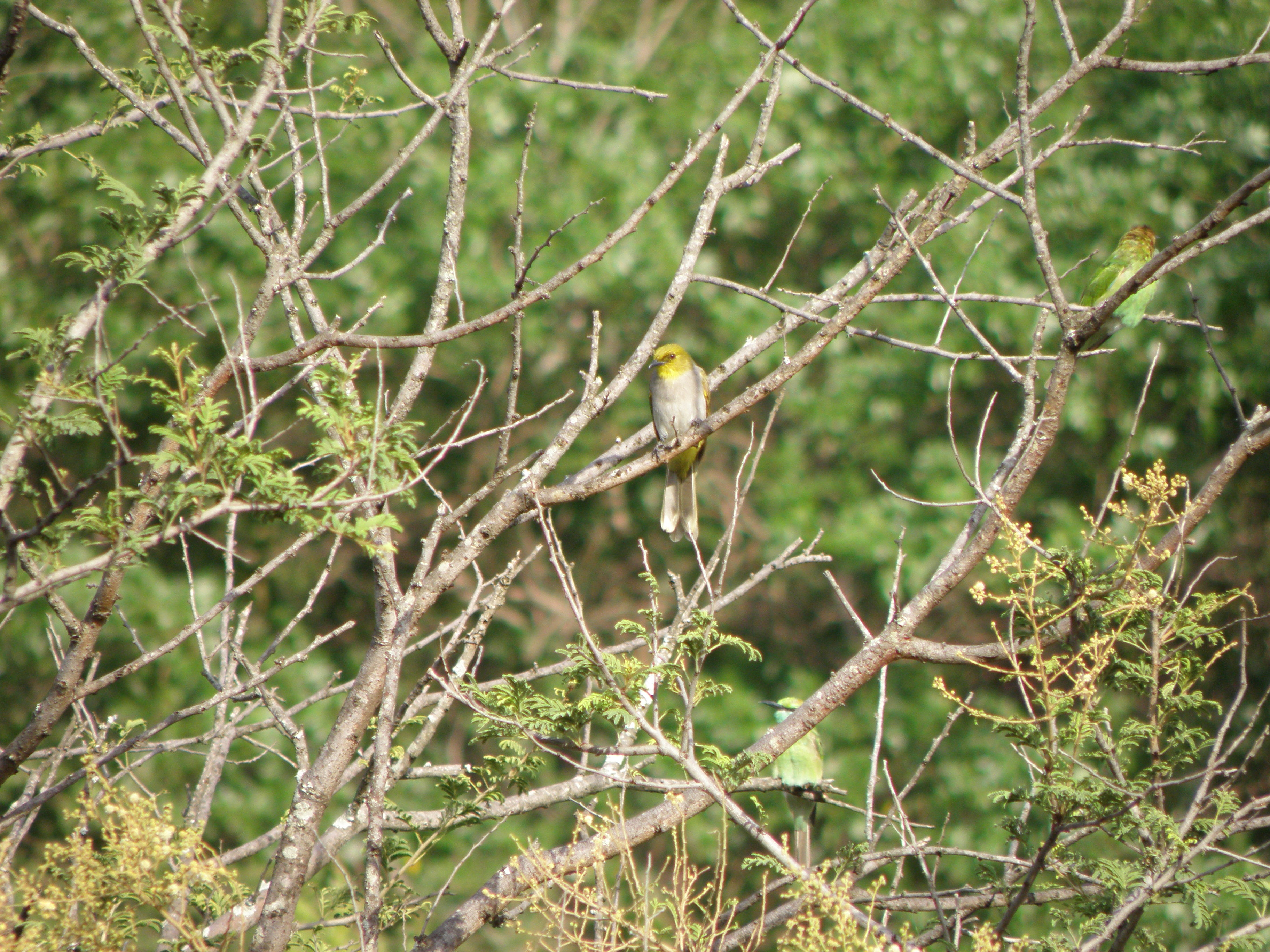
En hábitat de matorral.

Su hábitat son las colinas rocosas cubiertas de matorrales en la mayor parte de los Ghats orientales y el centro del subcontinente indio, aunque también se la encuentra en algunos lugares de los Ghats occidentales. La distribución está fragmentada y las poblaciones locales se movilizan a hábitats montañosos cuya conservación es motivo de preocupación. Muchos de estos bosques montanos están amenazados por la explotación de canteras de granito, incendios forestales y el pastoreo. También ha desaparecido de zonas en donde antes habitaba.
Algunos lugares donde se ha observado esta especie son las colinas Nandi, colinas Horsley, Gingee, Yercaud y las colinas Biligirirangans. La especie también ha sido observada en algunas partes de los Ghats occidentales, incluyendo el Anamalais. Se cree que en el límite norte de la distribución puede estar en las colinas Nallamala pero se sospecha que la distribución de la especie puede extenderse hacia el norte de los Ghats orientales de Orissa.

## Comportamiento y ecología
Generalmente es un ave tímida y se esconde dentro de los matorrales, con frecuencia su presencia es detectada por sus repentinos llamados carcajeantes, similares a los de Pycnonotus luteolus. Se alimentan de insectos y bayas de varias especies de plantas de matorral que incluyen Lantana camara, Securinega leucopyrus, Toddalia asiatica, Erythroxylon monogynum, Solanum indicum, Santalum album, Ziziphus, Ficus benghalensis, Ficus nervosa, Ficus montana, Canthium dicoccum y Phyllanthus reticulata.

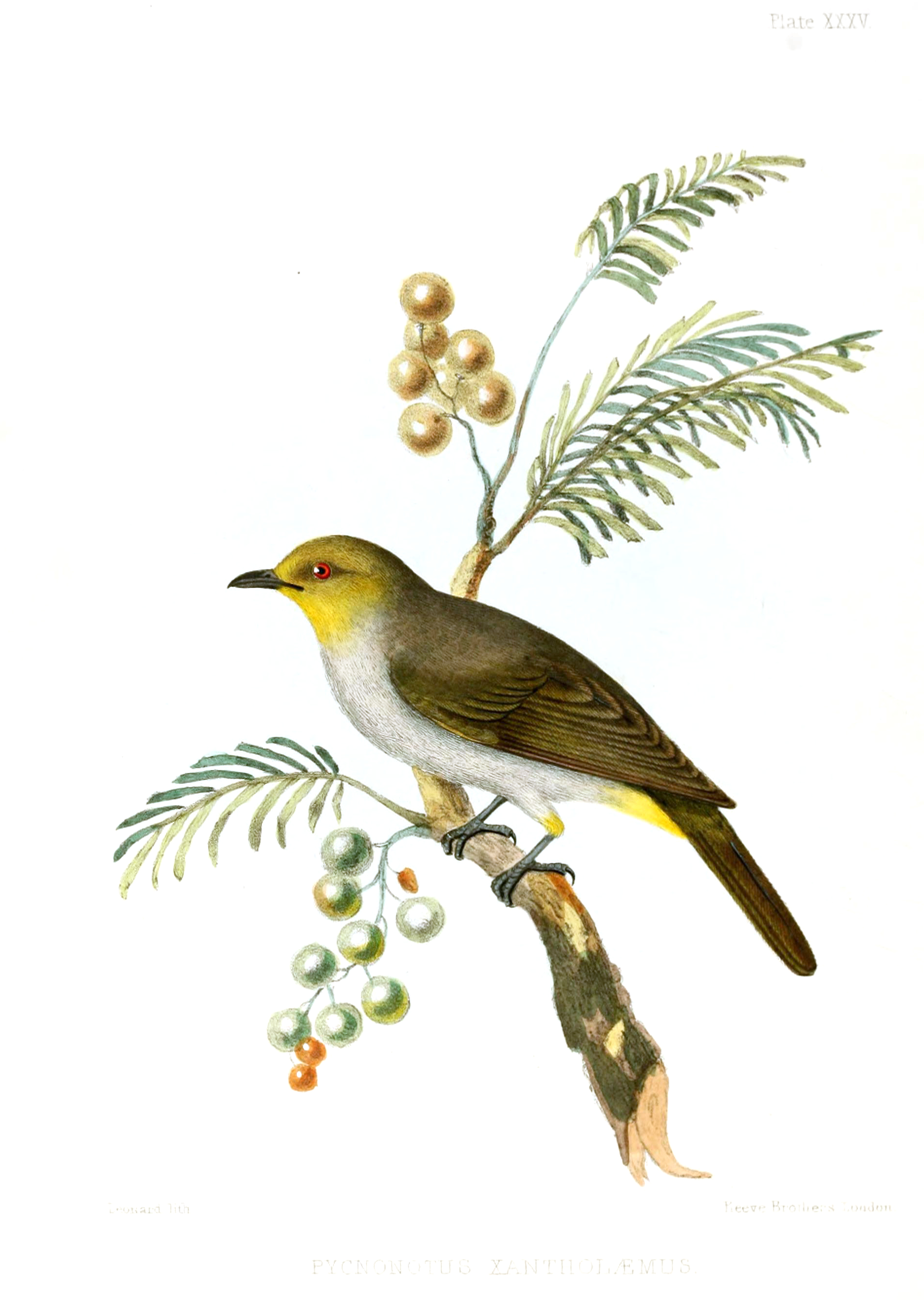
Ilustración de 1847.

Durante las tardes cálidas y en la estación seca visitan las piscinas acuáticas tanto para beber como para bañarse.
La temporada de apareamiento es de junio a agosto. El nido es construido en la bifurcación de un pequeño árbol. La hembra pone dos huevos que eclosionan a los 20 días y los polluelos pueden volar 13 días más tarde.